# Gregory Itzin
Gregory Martin Itzin (Washington D. C., 20 de abril de 1948 - 8 de julio de 2022) fue un actor estadounidense de cine y televisión.

## Trayectoria
Es conocido por su papel de Charles Logan en la serie de televisión 24. También trabajó en la serie El Mentalista como Virgil Minelli, quien fue el primer Jefe de la Brigada, un personaje serio pero con un fuerte sentido humanitario, siempre ha tenido que poner la cara para salvar a Patrick de las constantes acusaciones que hacen las personas a las que interroga. Sin embargo, confía mucho en él al punto de decir que siempre lo ayudará mientras no pase la línea, pues primero se defendería a sí mismo, y luego a la brigada. Renuncia al final de la segunda temporada tras el asesinato a manos de su secretaria de cuatro de sus mejores agentes a los que había asignado al caso de John el Rojo. Tiene una pequeña aparición en la tercera temporada donde ayuda a Patrick a conseguir la lista de sospechosos de su actual jefe para llegar a su enemigo.